# دين بينديتي
دين بينديتي (بالإنجليزية: Dean Benedetti)‏ هو عازف جاز ومنتج أسطوانات وملحن أمريكي، ولد في 28 يونيو 1922 في كاليفورنيا في الولايات المتحدة، وتوفي في 20 يناير 1957 في إيطاليا بسبب وهن عضلي وبيل.

## وصلات خارجية
- دين بينديتي على موقع ميوزك برينز (الإنجليزية)